# Шкала АТА
Система класифікації фізичного стану АТА (шкала АТА, англ. ASA, шкала ASA) — це система для оцінки придатності пацієнтів перед операцією. У 1963 році Американське товариство анестезіологів (АТА, англ. ASA) прийняло п'ятикатегорійну систему класифікації фізичного стану; пізніше була додана шоста категорія.
Це:
1. Здорова людина.
2. Легке системне захворювання
3. Важке системне захворювання
4. Важке системне захворювання, що є постійною загрозою для життя
5. Людина яка помирає, не виживе без операції
6. Людина, оголошена мертвим мозком, органи якої вилучаються для донорських цілей.

Якщо операція є екстреною, після класифікації фізичного стану стоїть «Е» (для екстреної допомоги; «E»), наприклад «3Е». Клас 5 зазвичай є надзвичайним, і тому зазвичай «5Е». Класу «6Е» не існує і записується просто як клас «6», оскільки всі вилучення органів у пацієнтів із мертвим мозком виконуються терміново. Початкове визначення невідкладної допомоги в 1940 році, коли вперше розроблено класифікацію АТА, означало «хірургічну процедуру, яка, на думку хірурга, повинна бути виконана без затримки», але тепер визначається як «коли затримка в лікуванні істотно збільшить загрозу життю або частині тіла пацієнта».
Ці визначення з'являються в кожному щорічному виданні АТА Relative Value Guide. Немає додаткової інформації, яка може бути корисною для подальшого визначення цих категорій.
Прикладом системи класифікації статусу АТА є система, яку використовують професійні стоматологи. Багато включають «функціональне обмеження» або «занепокоєння» для визначення класифікації, що не згадується у фактичному визначенні, але може виявитися корисним у певних складних випадках. Часто різні анестезіологи призначають різні «оцінки» одному випадку.
Деякі анестезіологи тепер пропонують додавати модифікатор «Е» для термінової допомоги, модифікатор «В» (вагітна; англ. «P» pregnancy) для вагітності до балу АТА.

## Використання
Хоч анестезіологи використовують цю шкалу для визначення загального передопераційного стану здоров'я людини, лікарні, юридичні фірми, комісії з акредитації та інші організації охорони здоров'я можуть неправильно сприйняти її, як шкалу для прогнозування ризику і таким чином вирішити, чи необхідно пацієнт оперувати або чи потрібна була операція. Для прогнозування операційного ризику використовуються інші фактори:
- вік
- наявність супутніх захворювань
- характер і обсяг оперативного втручання
- вибір методів анестезії
- компетентність хірургічної бригади (хірург, анестезіологи та допоміжний персонал)
- тривалість операції або анестезії
- наявність обладнання, ліків, крові, імплантатів
- можливість забезпечення відповідного післяопераційного догляду

– часто набагато важливіше, ніж фізичний стан АТА.

## Історія
У 1940—1941 роках ASA звернулася до комісії з трьох лікарів (Меєр Саклад, Емері Ровенстайна, Іван Тейлор) з проханням вивчити, перевірити, експериментувати та розробити систему для збору та таблиці статистичних даних в анестезії, яка могла б бути застосована за будь-яких обставин. Ця спроба була першою в будь-якій медичній спеціальності, яка стратифікувала ризик. Хоча їхня місія полягала у визначенні предикторів операційного ризику, вони швидко відкинули це завдання як неможливе. Вони стверджують: «Під час спроби стандартизувати та визначити те, що раніше вважалося „операційним ризиком“, було виявлено, що цей термін… не можна використовувати. Вважалося, що для цілей запису про анестезію та для будь-якої майбутньої оцінки анестезувальних засобів або хірургічних процедур, було б найкраще класифікувати та класифікувати людину лише по відношенню до її фізичного стану».
Запропонована ними шкала стосувалася лише передопераційного стану пацієнта, а не хірургічної процедури чи інших факторів, які могли вплинути на результат операції. Вони сподівалися, що анестезіологи з усіх куточків країни візьмуть свою «спільну термінологію», що зробить можливим статистичне порівняння захворюваності та смертності шляхом порівняння результатів з «операційною процедурою» та «передопераційним станом пацієнта».  
Вони описали шестибальну шкалу, від здорової людини (клас 1) до людини з екстремальним системним розладом, що становить неминучу загрозу життю (клас 4). Перші чотири бали їхньої шкали приблизно відповідають сьогоднішнім класам АТА 1–4, які вперше були опубліковані в 1963 році. Початкові автори включили два класи, які охоплювали надзвичайні ситуації, які інакше були б закодовані або в перших двох класах (клас 5), або в двох других (клас 6). До моменту публікації в 1963 році цієї класифікації було внесено дві модифікації. По-перше, попередні класи 5 та 6 видалено, і додано новий клас 5 для людей що помирають, які не проживуть 24 години, з хірургічним втручанням або без нього. По-друге, окремі класи для надзвичайних ситуацій скасували замість модифікатора «Е» інших класів. Зараз 6-ий клас використовується для оголошених донорів органів із загибеллю мозку. Saklad навів приклади кожного класу пацієнтів, намагаючись стимулювати появу одноманітності оцінювання. На жаль, пізніше АТА не описала кожну категорію з прикладами пацієнтів, що фактично збільшило плутанину.

### Оригінальне визначення Saklad та інш..
| Клас | Оригінал |  |
| ---- | --- |  |
| 1    | Відсутність органічної патології або пацієнтів, у яких патологічний процес локалізований і не викликає жодних системних порушень чи аномалій. Приклади: сюди входять пацієнти з переломами, за винятком випадків, коли шок, втрата крові, емболія або системні ознаки травми присутні в особи, яка інакше підпадала б до класу 1. Він включає вроджені деформації, якщо вони не спричиняють системні порушення. Включаються інфекції, які є локалізованими і не викликають лихоманки, багато кісткових деформацій і неускладнені грижі. Будь-який тип операції може підпадати під цей клас, оскільки враховується лише фізичний стан пацієнта. |  |
| 2    | До цієї групи входять помірні, але певні системні порушення, спричинені станом, який підлягає лікуванню, або хірургічним втручанням, або спричинені іншими наявними патологічними процесами. Приклади: легкий діабет. Функціональна здатність I або IIa. Пацієнти з психічними розладами, нездатні доглядати за собою. Легкий ацидоз. Анемія середньої тяжкості. Септичний або гострий фарингіт. Хронічний синусит з постназальними виділеннями. Гострий гайморит. Незначні або поверхневі інфекції, що викликають системну реакцію. (Якщо немає системної реакції, лихоманка, нездужання, лейкоцитоз тощо допомагають у класифікації.) Нетоксична аденома щитовидної залози, що викликає часткову респіраторну обструкцію. Тиреотоксикоз легкого ступеня. Гострий остеомієліт (ранній). Хронічний остеомієліт. Туберкульоз легенів із ураженням легеневої тканини в недостатньому обсязі для збентеження активності та без інших симптомів.                                                                                             |  |
| 3    | Серйозні системні порушення з будь-якої причини або причин. Неможливо визначити абсолютну міру тяжкості, оскільки це питання клінічного судження. Наступні приклади наведені як пропозиції, щоб допомогти продемонструвати різницю між цим класом і класом 2. Приклади: ускладнений або важкий діабет. Функціональна здатність IIb. Поєднання захворювань серця та дихальних шляхів або інших, які серйозно порушують нормальні функції. Повна кишкова непрохідність, яка існувала досить довго, щоб викликати серйозні фізіологічні порушення. Туберкульоз легенів, який через ступінь ураження або лікування спричинив недостатню життєву ємність легенів, щоб викликати тахікардію або задишку. Пацієнти, ослаблені тривалою хворобою зі слабкістю всіх або кількох систем. Важка травма внаслідок нещасного випадку, що призвела до шоку, який можна полегшити лікуванням. Легеневий абсцес. |  |
| 4    | Надзвичайні системні розлади, які вже стали безпосередньою загрозою для життя, незалежно від типу лікування. Через їх тривалість або характер вже було пошкодження організму, яке є незворотним. Цей клас призначений для включення лише пацієнтів у надзвичайно поганому фізичному стані. Можливо, немає великої кількості випадків для використання цієї класифікації, але вона повинна служити меті, щоб відокремити пацієнта в дуже поганому стані від інших. Приклади: Функціональна здатність III -(Серцева декомпенсація). Важка травма з непоправними пошкодженнями. Тривала повна кишкова непрохідність у вже ослабленого пацієнта. Поєднання серцево-судинної та ниркової патології з вираженою нирковою недостатністю. Пацієнти, яким потрібна анестезія для зупинки вторинної кровотечі, коли пацієнт перебуває в поганому стані, пов'язаному із значною втратою крові. Невідкладна хірургія: невідкладна операція умовно визначається як хірургічна процедура, яка, на думку хірурга, повинна бути виконана без зволікання. |  |
| 5    | Надзвичайні ситуації, які інакше були б віднесені до класу 1 або класу 2. |  |
| 6    | Надзвичайні ситуації, які інакше були б класифіковані як клас 3 або клас 4. |  |